# 祝千·官却曲吉尼玛
祝千·官却曲吉尼玛（？—？）安多东部祝贡地区人，第六世祝千活佛。

## 生平
出生在安多东部祝贡地区的一户富贵人家。自幼接受佛学教育，研究显宗、密宗有所成就。有段时间他想赴五台山朝圣，便跟持白莲者洛桑仁青、仓羊嘉措（别称“俄旺切智嘉措”）及众位随从启程，途中经过阿勒哈德，在准格尔召附近留宿。他向准格尔召说明了此行目的之后，同意在归途中在该召住宿。抵达五台山后，他潜心修习，顶礼绕转，诸事如愿。
归途中，他抵达准格尔召时，受到郡王纳木扎勒多尔济、兀思哈勒华襄杰的热情招待，缔结供施缘分。1776年，他登上准格尔召的法座，给贝子及众位信徒传授经教、灌顶、随许等等。准格尔召虽然创建年代很早，但无讲经传统。1776年农历正月，他在准格尔召建立了神变祈祷会，规定每天早晨聚诵宗喀巴著的《大威德三十尊修法宝箧》、《法王施食供会》，中午聚涌《文殊诵号》、《尊者颂》等，该规定沿用至今。1777年农历六月，他创立了佛教根本受夏等三事的修法。志贡仁布在位期间，著有《道歌》等许多文集，还为许多善士及信徒广施佛法，开展并弘扬了准格尔召显宗及密宗的讲闻。
1777年，贝子兀思哈勒华襄杰及平民请求持白莲者仓羊嘉措为准格尔召编写章程，乃据请写出一本《章程圆满荣华招嘉庆》，此后祝千活佛想回家乡安多，遂与随从和近臣启程，到达祝贡寺，而后在其居所专心修行。